# 김동건 (법조인)
김동건(1946년 ~)은 서울고등법원장을 역임한 법조인이다.

## 생애
1946년에 경상북도 의성군에서 태어나 경북대학교 사범대학 부속 고등학교와 서울대학교 법학과를 졸업하고 1970년 제11회 사법시험에 합격했다. 1기 사법연수원을 수료하고 1975년 서울형사지방법원 판사에 임용되었다.
1997년 서울민사지방법원 1979년 대전지방법원 1981년 서울지방법원 동부지원 1982년 서울고등법원 판사를 거쳐 1985년에 대법원 재판연구관을 하다가 1987년 대구지방법원 부장판사가 되었다. 1989년 사법연수원 교수 1992년 법원행정처 조사국장을 하였지만 1991년 서울형사지방법원, 1993년 대구고등법원, 1994년 대구지방법원, 1995년 서울고등법원에서 재판장으로서 재판을 심리하였다. 1997년에 대법원 수석재판연구관을 하였으며 2000년에 제주지방법원장에 임명되어 2004년 2월 서울고등법원장이 되기까지 수원지방법원, 서울지방법원에서 법원장을 역임하였다. 2005년 2월 서울고등법원장에서 물러난 이후 법무법인 바른 대표 변호사와 학교법인 영남학원 이사장, 참여불교재가연대 대표를 맡다가 2007년 11월에 임기 2년의 제11대 정부 공직자윤리위원회 위원장에 임명되었다. 2009년 9월에는 제3기 경찰청 인권위원회 위원장을 하다가 2012년에 법무법인 바른 명예대표 변호사ㄱ, 천고법치문화재단 이사를 지내면서 2017년 2월에 법무법인 천우에서 변호사 활동을 하고 있다.
판사로 재직하면서 일조권 침해 판결과 IMF 외환위기 당시 신입사원에 대한 채용 취소를 해고로 보는 판결을 했던 김동건은 2005년 2월 7일에 있었던 퇴임식에서 김용택 시인의 시 `죄(罪)'를 인용하면서 "불만은 개선의 어머니라고 말해놓고도 실천하지 못해 불만만 쌓이게 했고 법원이 열망하는 평생 법관제에 전혀 기여하지 못해 깊이 사죄드린다 이제 끝인지 시작인지 알 수 없지만 한편으로 멈춤과 시작이 둘이 아님을 알 것도 같다"고 말했다.

## 주요 판결
- 1991년 서울형사지방법원에서 사노맹 사건으로  사형이 구형된 중앙위원 박노해에 대해 "사노맹이 사유재산제와 선거를 통한 정권교체를 부정하는 반국가단체임이 인정된다"며 무기징역을 선고했다.[2]
- 민자당 청년 외곽조직으로 불법선거운동을 했던 한맥회가 "회원이 3000명이나 되는 등 조직적이고 전화를 이용해 빠른 시간 내에 많은 인원을 동원하는 등 기동성을 갖췄다 대학생을 불법으로 선거유세장에 동원해 국민의 건전한 의사형성을 방해했다는 점은 용서받을 수 없다"며 회장에 대해 징역1년 한맥회 총단장에 대해 징역10월 집행유예2년 선고했다.
- 서울형사지방법원은 1992년 5월 4일에 지하철 구내 화장실에서 여성을 강제추행하여 구속기소된 피고인에 대해 "일반시민이 이용하는 지하철역이 범죄의 온상으로 전락하는 것을 방치할 수 없다"며 전철역 강제추행 사건으로는 처음으로 실형을 선고하면서 징역2년6월을 선고했다.
- 서울형사지방법원은 1992년 6월 2일에 지하철역 구내에서 행인 2명의 지갑을 열고 자기앞 수표 2장 등 50만원을 훔친 혐의로 공범 1명고 함께 구속기소된 피고인에 대해 특정범죄가중처벌법 위반을 적용해 징역2년6월에 치료감호를 선고하면서 "피고인이 자신의 결백을 입증하기 위해 의뢰한 정신감정이나 문서감정 비용을 국가가 부담하는 것은 모순"이라고 하면서 피고인의 요청으로 국립서울정신병원에서 정신감정한 비용 182440원을 피고인이 부담하도록 함으로써 형사소송법 제186조의 피고인에 대한 소송비용 부담 규정을 처음으로 적용했다. 판결에 앞서 서울형사지방법원은 5월 25일에 소속 판사 전원이 참석한 '형사소송 비용 부담제도'에 관한 세미나를 하고 피고인이 유죄판결을 받을 경우에 자신의 결백을 입증하기 위해 쓴 소송비용을 부담하게 하는 방안이 논의됐다.[3]
- 서울고등법원은 1995년 9월 21일에  부천시 세금 횡령사건으로 징역10년을 선고받은 부천시 원미구청 세무과 직원에게 업무상 횡령을 적용해 징역8년 추징금 200만원을 선고했다.